# Los Angeles Westside
Los Angeles Westside – zurbanizowany region położony w zachodniej części hrabstwa Los Angeles w Kalifornii. Obszar ten nie jest zdefiniowany oficjalnie, lecz zgodnie z projektem gazety Los Angeles Times – "Mapping L.A." zajmuje powierzchnię 262 km², obejmując swoim zasięgiem nie tylko dzielnice miasta Los Angeles, ale również dwa obszary niemunicypalne oraz cztery miasta.

## Gminy i dystrykty

### Miasta
- Beverly Hills
- Culver City
- Santa Monica
- West Hollywood

### Obszary niemunicypalne
- Marina del Rey
- Veterans Administration

### Dzielnice
- Bel Air
- Beverly Crest
- Beverly Grove
- Beverlywood
- Brentwood
- Century City
- Cheviot Hills
- Crestview
- Del Rey
- Fairfax District
- Ladera Heights
- Mar Vista
- Mid-Wilshire
- Pacific Palisades
- Palms
- South Robertson
- Playa del Rey
- Playa Vista
- Rancho Park
- Sawtelle
- Venice
- West Los Angeles
- Westchester
- Westwood